# Campo Deportivo Veracruzano
Der Campo Deportivo Veracruzano war ein Stadion in der mexikanischen Hafenstadt Veracruz, das dem Baseballverein Rojos del Águila de Veracruz ein halbes Jahrhundert und der Fußballmannschaft des CD Veracruz ein Vierteljahrhundert als Heimspielstätte diente.

## Geschichte
Als 1943 in Mexiko der Profifußball eingeführt wurde, fusionierten die bis dahin rivalisierenden Stadtrivalen Sporting und España zum CD Veracruz, um in die neu geschaffene Liga MX aufgenommen zu werden.
Bereits das Pokalturnier der Saison 1942/43 fand offiziell unter Profibedingungen statt und die neu formierte Mannschaft des CD Veracruz absolvierte ihr erstes Spiel in diesem Wettbewerb am 4. Juli 1943 im Campo Deportivo Veracruzano gegen den CF Atlante; einem eingespielten Team aus der alten Primera Fuerza, das sich beinahe erwartungsgemäß mit 6:1 durchsetzen konnte.
Das erste Spiel in der Eröffnungssaison der neuen Profiliga bestritt die Mannschaft aus Veracruz am 17. Oktober 1943 ebenfalls vor heimischem Publikum gegen den Club Marte und erzielte ein achtbares 3:3 gegen den Vorjahresmeister der alten Primera Fuerza.
Untrennbar mit dem Campo Deportivo Veracruzano sind auch die „glorreichen Jahre des CD Veracruz“ verbunden, als dieser mit dem seinerzeitigen mexikanischen Superstar Luis de la Fuente alle drei Titel seiner Vereinsgeschichte gewann: zwei Meisterschaften in den Spielzeiten 1945/46 und 1949/50 sowie dazwischen die Copa México in der Saison 1947/48. Auch der höchste Sieg in der Geschichte der mexikanischen Profiliga fand im Campo Deportivo Veracruzano statt, als am 26. Mai 1946 die Meistermannschaft des CD Veracruz den CF Monterrey mit 14:0 besiegte.
Nach Fertigstellung des Estadio Luis de la Fuente im Frühjahr 1968 verließ der CD Veracruz das Stadion, das aber weiterhin als Heimstätte der Rojos del Águila de Veracruz diente.